# Sonia Rolland
Pour les articles homonymes, voir Rolland.
Sonia Rolland, née le 11 février 1981 à Kigali, est une reine de beauté, actrice, réalisatrice et productrice franco-rwandaise.
Elle a accédé à la notoriété en étant élue Miss France 2000 (70e lauréate), après avoir reçu le titre de Miss Bourgogne 1999. Elle s'est ensuite classée 9e au concours Miss Univers 2000.

## Biographie

### Enfance
Sonia Rolland est née en 1981 à Kigali au Rwanda, d'un père français et d'une mère rwandaise.
En 1989, ses parents, son frère et elle, quittent le Rwanda et déménagent au Burundi. Ils s'en échappent en 1994 durant le génocide des Tutsi au Rwanda. Elle n'a alors que 13 ans. Elle grandit en Bourgogne dans des conditions modestes, dans la ville de Cluny en Saône-et-Loire.

### Miss France
Elle porte, tout d'abord, l'écharpe de Miss Bourgogne 1999. Ce titre la qualifie pour l'élection de Miss France.
Le 11 décembre 1999, l'élection de Miss France, retransmise en direct sur TF1, se déroule à l'Hôtel de Ville de Paris. Sonia Rolland est élue Miss France 2000 à 18 ans. Elle est aussi la première Miss France ayant des origines africaines (même s'il y a déjà eu des Miss des territoires d'Outre-mer ayant les mêmes origines). [source insuffisante]
Ses dauphines sont :
- 1re dauphine : Tatiana Bouguer, Miss Provence, candidate à Miss International 2000 ;
- 2e dauphine : Maryline Brun, Miss Pays du Velay ;
- 3e dauphine : Ariane Quatrefages, Miss Rhône-Alpes ;
- 4e dauphine : Elodie Suray, Miss Réunion ;
- 5e dauphine : Karine Colonna, Miss Corse ;
- 6e dauphine : Maud Garnier, Miss Pays de la Loire 1999, Miss Globe Beauty International 2000. Maud est candidate dans la saison 2 de l’émission Koh-Lanta en 2002 puis Koh-Lanta : La Revanche des héros en 2012.

Le 12 mai 2000, Sonia Rolland représente la France au concours Miss Univers se déroulant à Chypre. Elle est demi-finaliste (classée 9e sur 79 candidates).

### L'après Miss France
Après son année de Miss France, elle quitte la France pour faire le tour du monde. En attendant de réaliser son souhait de devenir comédienne, elle partage son temps entre des activités de mannequin chez Karin Models, et des formations d'acteurs. Elle fréquente les ateliers de l'Ouest chez Steve Kalfa, puis le Studio Pygmalion avec Jean-Michel Steinfort.
Elle fonde en 2001, avec sa mère Landrada, l'association Sonia Rolland pour les enfants, renommée un peu plus tard Maïsha Africa.
En 2002, elle fait ses premiers pas de comédienne avec Radu Mihaileanu qui lui offre un des rôles principaux dans Les Pygmées de Carlo sur Arte. L'année suivante, elle est choisie pour incarner le rôle principal dans la série policière de M6, Léa Parker. Elle joue dans 50 épisodes de 52 minutes.
En août 2002, elle participe au jeu Fort Boyard sur France 2. Elle a joué avec pour coéquipier Larbi Benboudaoud, Kamel Chouaref, Denis Maréchal, Dominique Martinelli et Mamédy Doucara. Ils ont joué en faveur de l'association Sonia Rolland pour les enfants.
Le 14 décembre 2002, elle est membre du jury de l'élection de Miss France 2003, se tenant au Palais des Sports de Gerland à Lyon et retransmise en direct sur TF1.
En 2003, elle apparaît dans le clip de la chanson Ensemble de Corneille. Puis en 2006 dans le film C'est beau une ville la nuit de  Richard Bohringer.
Elle sort en 2007 le livre Les Gazelles n'ont pas peur du noir aux Éditions Michel Lafon, qui retrace son parcours depuis son enfance au Rwanda, son arrivée précipitée en France, son évolution en Bourgogne, son sacre de Miss France 2000, ses étapes de comédienne, etc.
Elle joue dans le film de Woody Allen sorti en 2011, Minuit à Paris, y interprétant le rôle de Joséphine Baker. En 2013, elle crée sa société de production SoMad Productions avec son associée Madjissem Beringaye ainsi qu'Amanda Herzberg qui les rejoindra comme associée en 2015. Le 14 mai 2013, Sonia Rolland présente, avec Issa Doumbia, la première cérémonie des Trace Awards, en direct sur la chaîne Trace Urban. Le 7 décembre 2013, lors de la soirée de l'élection de Miss France 2014 au Zénith de Dijon, retransmise en direct sur TF1, elle annonce les 12 demi-finalistes aux côtés de l'animateur Jean-Pierre Foucault et de la directrice de la société Miss France Sylvie Tellier.
En avril 2015, elle est la présidente du jury de la 6e édition du festival Prix de Court.En 2017, elle est la protagoniste du documentaire de France 2 Retour aux sources dans lequel elle part à la recherche de ses origines française et rwandaise. Le 19 décembre 2020 sur TF1, elle est membre du jury exclusivement féminin (composé d'anciennes Miss France) de l'élection de Miss France 2021 et présidé par Iris Mittenaere.
Depuis 2019, Sonia Rolland incarne Mélissa Sainte-Rose, une commandante de police qui enquête en Martinique, dans la série Tropiques criminels, sur France 2. La série bat régulièrement des records d'audience.
En 2024 elle est membre du jury lors du 26e Festival de la fiction TV, vingt ans après avoir été membre du jury lors de 6e édition.

### Réalisation
En 2014, Sonia Rolland réalise son premier documentaire, Rwanda, du chaos au miracle, diffusé dans le cadre du magazine Investigatiôns présenté par Samira Ibrahim sur France Ô.
En 2015, elle coréalise avec Pascal Petit le documentaire Homosexualité : du rejet au refuge, projeté en avant-première le 28 mars 2015 à 18 h au cinéma Diagonal Capitol à Montpellier en présence des réalisateurs puis diffusé sur Téva à 22 h 25.
En 2015, elle réalise un court-métrage intitulé Une vie ordinaire, co-produit par sa société de production SoMad productions et par Bagan Films.
En 2018, elle réalise le documentaire Femme du Rwanda diffusé le 8 mars 2018 sur Planète+.
En 2023, elle réalise son premier unitaire de fiction, Un destin inattendu, tiré de son histoire personnelle en tant que candidate au concours de Miss France, qu’elle a co-écrite avec Fadette Drouard, en co-production avec Mother Production pour la chaîne France 2.

## Vie privée
En 2005, Sonia Rolland rencontre l'escroc Christophe Rocancourt et se met en couple avec lui. Ils ont une fille Tess Rolland-Rocancourt, née le 13 janvier 2007. Ils se séparent en octobre 2007.
Début 2009, au cours d'une séance photo pour l'Uomo Vogue consacrée à l'Afrique, Sonia Rolland rencontre l'acteur Jalil Lespert qui devient ensuite son compagnon. Ils ont une fille, Kahina Lespert-Rolland, née le 6 novembre 2010. Ils se séparent en octobre 2018.
En mai 2023, Sonia Rolland confie à Télé Magazine avoir à nouveau trouvé l'amour avec un amour de jeunesse, n'appartenant pas au milieu du show business, et être très heureuse. En février 2025, elle annonce leur futur mariage.

### Engagement associatif
Elle fonde en 2001, avec sa mère Landrada, l'association Sonia Rolland pour les enfants renommée un peu plus tard Maïsha Africa,. Cette association vient en aide aux enfants orphelins du génocide des Tutsi au Rwanda en 1994. Elle mène à travers toute la France, avec son équipe de bénévoles, des actions pour récolter des fonds afin de venir en aide à ces enfants sur les plans matériel, social et psychologique. Frédéric Lerner et Ben Kayiranga sont les auteurs de la chanson Maïsha Africa écrite en 2007 pour soutenir l'association. L'association a déjà réhabilité en 2008 un ensemble de seize maisons habitées par ces enfants et continue sur un nouveau chantier d'une vingtaine de maisons depuis 2009. Elle souhaite pouvoir très prochainement construire un centre d'accueil et de formation artisanale et professionnelle pour ces enfants. Une BD ludo-éducative créée par Noredine Allam, Maïsha Africa, a été conçue afin de récolter des fonds en partenariat avec les studios 2HB et M6 Distribution,. Elle a eu un coup de cœur pour « Faire Face », présidée par Deborah, dans la région Provence-Alpes-Côte d'Azur.

### Publicité

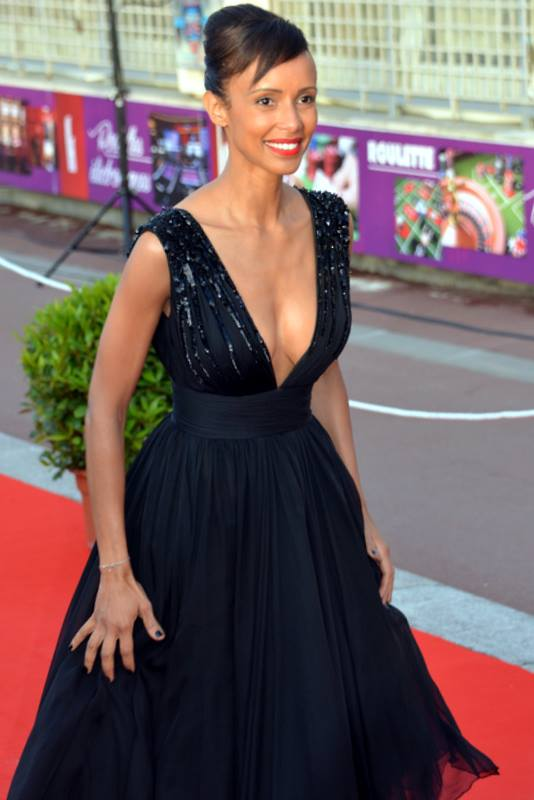
Au Festival du Film de Cabourg 2015.

Depuis 2008, elle est ambassadrice de la marque de cosmétique Mixa, aux côtés d'Estelle Lefébure. En 2019, elle rejoint Guerlain en tant qu’égérie Maquillage & Parfum aux côtés d’Angelina Jolie et Natalia Vodianova.[réf. souhaitée]

### Affaire judiciaire
Le 6 janvier 2021, Sonia Rolland est interrogée sous le régime de l'audition libre par les enquêteurs de l'Office central de répression de la grande délinquance financière (OCRGDF), en raison de son rôle présumé dans une affaire politico-financière dite de « biens mal acquis ». L'interrogatoire porte sur des faits de recel de blanchiment de détournement de fonds public, concernant un appartement que lui avait offert en 2003 l'ancien président gabonais Omar Bongo. Reconnaissant avoir reçu en 2003 des époux Bongo, un appartement dans le 16e arrondissement de Paris, d'une valeur de 800 000 euros, sous le régime d'une société civile immobilière (SCI), elle déclare avoir fait preuve de naïveté mais conteste toute infraction.
Elle est mise en examen le 30 mai 2022 pour recel de détournement de fonds publics, de corruption et d’abus de biens sociaux,.

## Filmographie

### Actrice

#### Cinéma
- 2004 : Le P'tit Curieux de Jean Marbœuf : l'opticienne
- 2006 : C'est beau une ville la nuit de Richard Bohringer : la danseuse transsexuelle
- 2009 : Moloch Tropical de Raoul Peck : Michaëlle
- 2010 : Minuit à Paris (Midnight in Paris) de Woody Allen : Joséphine Baker
- 2012 : Désordres d'Étienne Faure : Marie
- 2013 : Quai d'Orsay de Bertrand Tavernier : Nathalie
- 2014 : Windows de Jules Sitruk : la femme (court métrage)
- 2017 : La Colle d'Alexandre Castagnetti : l'infirmière scolaire
- 2017 : Madame d'Amanda Sthers : Marinette
- 2025 : Kwibuka, le souvenir de Jonas d’Adesky : Lia

#### Télévision
- 2001 : C'est pas facile (saison 1, épisode 1)
- 2002 : Les Pygmées de Carlo de Radu Mihaileanu : Désirée
- 2004-2006 : Léa Parker : rôle-titre
- 2007 : Les Zygs, le secret des disparus de Jacques Fansten : Lise/Bélise
- 2010 : Affaires étrangères : Clara Lecuyer (saison 1, épisode 1 : République dominicaire)
- 2011 : Les Invincibles d'Alexandre Castagnetti et Pierric Gantelmi d'Ill : Vanessa (saison 2)
- 2011 : Toussaint Louverture de Philippe Niang : Marie-Eugénie Sonthonax
- 2013 : Nos chers voisins : Sabrina, la grande sœur d'Issa Leguenec (1 épisode Nos chers voisins fêtent l'été)
- 2013 : Cherif : Ludivine Delaunay (saison 1, épisode 3 : Le dernier mot)
- 2014 : Caïn : Betty (saison 3, épisode 5 : Âme sœur)
- 2014-2015 : Frères d'armes (série documentaire, présentation de Bakary Diallo et Francis Pegahmagabow)
- 2015 : Le Vagabond de la Baie de Somme de Claude-Michel Rome : Aurore Debac
- 2017 : Artistes de France (présentation de Joséphine Baker)
- 2018 : Ils ont échangé mon enfant d'Agnès Obadia : Corinne Payet
- 2018-2022 : 50 nuances de Grecs : Hélène de Troie (voix)
- Depuis 2019 : Tropiques criminels : commandante Mélissa Sainte-Rose
- 2025 : Meurtres à Douai : capitaine Clara Baudran
- 2025 : Notre histoire de France : Présentatrice

#### Clip
- 2003 : Ensemble de Corneille
- 2012 : Voilà, voilà que ça recommence, version 2 de Rachid Taha, réalisé par Marc-Antoine Serra

### Réalisatrice
- 2014 : Rwanda : du chaos au miracle[1](téléfilm documentaire)
- 2015 : Homosexualité : du rejet au refuge, coréalisé avec Pascal Petit (téléfilm documentaire)[7]
- 2016 : Une vie ordinaire (court métrage)[8]
- 2018 : Femme du Rwanda (téléfilm documentaire)[9]
- 2023 : Un destin inattendu (téléfilm)

## Publications
- Beauté black, coécrit avec Sandrinne-Jeanne Rose, fondatrice de la marque Kanellia, spécialiste des peaux noires et métissées
- Les gazelles n'ont pas peur du noir, éditions Michel Lafon
- Maïsha Africa, bande dessinée ludo-éducative, éditions M6 édition
- « "Pas assez africaine" ou "trop foncée" », in Aïssa Maïga (dir.), Noire n'est pas mon métier, Paris, Éditions du Seuil, 3 mai 2018, 128 p. (ISBN 978-2021401196)